# 113 (szám)
A 113 (száztizenhárom) a 112 és 114 között található természetes szám.
A 113 a természetes számok körében prímszám, az Eisenstein-egészek körében Eisenstein-prím. Mírp.
Proth-prím, azaz k · 2ⁿ + 1 alakú prímszám.

## Egyéb használatai
- Segélyhívószám Olaszországban
- Egy francia hiphopegyüttes neve
- A nihóniumnak nevezett elem rendszáma